# Cornel Ardelean
Cornel Ardelean (n.  15 octombrie, 1864, Târnova, jud. Arad  - d. 8 octombrie, 1937, Chișineu-Criș, Regatul României) a fost un deputat în Marea Adunare Națională de la Alba Iulia, organismul legislativ reprezentativ al „tuturor românilor din Transilvania, Banat și Țara Ungurească”, cel care a adoptat hotărârea privind Unirea Transilvaniei cu România, la 1 decembrie 1918.

## Biografie
Și-a terminat studiile la Facultatea de Drept din Budapesta, după care a activat ca avocat în Chișineu-Criș. De asemenea, Cornel Ardelean  a fost organizator al Clubului Național Român din localitate. În 1918, Cornel Ardelean a participat la organizarea C.N.R, fiind delegat titular al Cercului electoral Bătania, jud Cenad. A decedat la 8 octombrie 1937 în Chișineu-Criș.